# Rock-SM
Rock-SM ("Svenska mästerskapen i Rock") var en rikstäckande musiktävling som i början enbart var öppen för band utan skivkontrakt, men under 1991 års upplaga tilläts även soloartister delta. Rock-SM arrangerades sporadiskt mellan 1982 och 1997 med olika upplägg och priser.

## Vinnare i Rock-SM
- 1982 Europe
- 1987 NoWay (medelålder under 20 år)
- 1987 Drama (medelålder över 20 år)
- 1988 Yale Bate (medelålder under 20 år)
- 1988 Under the Sun (medelålder över 20 år)
- 1991 Solid Blue (band)
- 1991 Cia Lindberg (soloartist)
- 1993 Thrash Incorporated
- 1994 Playdog
- 1997 Spencer

## Rock-SM 1982

### Tävlingsupplägg och arrangörer
Det första Rock-SM anordnades av Aftonbladets bilaga UNG i samarbete med Hot Records. Annonserna i Aftonbladet basunerade ut att detta var ”Tidernas chans för alla nya band” och att Rock-SM var ”en jättelik tävling för alla Sveriges rockband som ännu inte har skivkontrakt”. Första pris var att få spela in en LP och andra- och tredjepristagarna skulle få spela in singlar för Hot Records. Tävlingen var öppen för alla band som ”inte har ett nu gällande skivkontrakt” och sista anmälningsdag var 1 april 1982. För att kvalificera sig var band tvungna att skicka in en kassett med två låtar och bedömningen av kassetterna gjordes av Aftonbladets rockskribenter samt initiativtagaren Thomas Erdtman. Gensvaret blev enormt och Aftonbladets redaktion formligen drunknade i kassetter. Detta föranledde att man efter det att sista anmälningsdagen passerat förlängde anmälningstiden med en vecka till den 8 april 1982.
Totalt kom det 2000 bidrag ”från Pajala i norr till Skanör i söder” och från dem gallrades 420 band ut. De utvalda fördelades på 60 grundtävlingar med sju band i varje och från dessa skulle ett band per omgång gå vidare till tio kvartsfinaler som hölls under hösten. I slutändan blev det 55 grundtävlingar och ett litet ”uppsamlingsheat” och det faktiska antalet deltagare per omgång varierade mellan fyra och åtta.  Juryn under grundtävlingarna utgjordes av Thomas Erdtman, skribenter från Aftonbladet – bl.a. Jan-Olov Andersson och Stefan Johansson – samt en tredje medlem som varierade mellan orterna. Under en av de första omgångarna på Glädjehuset i Stockholm satt Magnus Uggla som tredje jurymedlem och i Kalmar dubblade Ulf Elfving som konferencier och jurymedlem. Deltävlingen i Hällefors vanns av sedermera författaren och illustratören Sören Olssons grupp Atmosfär.
Kvartsfinalerna inleddes i början av november och utspelades enligt följande: 6 november: Östersund, 7 november: Umeå, 11 november i Uppsala, 15 november i Karlskrona, 16 november i Lund, 19 november i Södertälje, 21 november i Karlskoga, 22 november i Avesta, 26 november i Göteborg och 27 november i Eskilstuna. Från de 60 band som kvalificerat sig till de 10 kvartsfinalerna gick 20 vidare till fyra semifinaler:
30 november Östersund – Europa, Steve Roper Band, Zirak Zigill, Theodor Brauchman Club, Café Midnatt
2 december Lund – Nattvind, ART, Concha Band, Plasma och Sven i går
4 december Karlskoga – Tokyo, Paragraf Pop, Melissa, Dave Williamson Band och Misery
6 december Södertälje – Well’s Fargo, Kofot, Inpå Livet, Europe och Fort Knox

### Finalen
När upplägget för tävlingen först meddelades nämndes att finalen ”om allt går i lås” skulle hållas på Isstadion i Stockholm på luciakvällen. Detta ändrades senare till Chinateatern men slutlig spelplats blev restaurang Tyrol. Även om det inte uttryckligen nämndes i pressen är det troligt att valet av scen gjordes när det bestämdes att finalen skulle direktsändas i TV 1 som del av det årets Luciarock. Till finalen utökades juryn till att omfatta 10 medlemmar varav en var en ”vanlig skivkonsument” som hade utsetts genom en tävling i Aftonbladet de föregående dagarna. Juryn bestod av:
- Tomas Ledin
- Ola Håkansson (programledare för sändningen och medlem i Secret Service)
- Thomas Erdtman
- Anders Hvidtfeldt (Aftonbladet/UNG)
- Hasse Carlsson (tidigare i Noice)
- Gigi Hamilton (Freestyle)
- Efva Attling (X-Models)
- Janne Nilsson (programledare Casablanca)
- Janeric Sundqvist (från Sveriges Radios Eldorado)
- Lollo Lewenhaupt (”vanlig skivkonsument)[18]

Flera i juryn var även del av underhållningen under TV-sändningen: Freestyle, Hasse C. & Otitis samt X Models framträdde. Efter att alla tävlande hade uppträtt framträdde även Mikael Rickfors och sist Dave Edmunds innan det var dags att kora segrarna. Finalisterna fick spela två låtar vardera.
Finalisterna (i den ordning de skulle uppträda):
- ART (Göteborg)
- Plasma (Malmö)
- Zirak Zigill (Bollsta)
- Melissa (Mölnlycke)
- Tokyo (Stockholm)
- Europe (Upplands-Väsby)
- Fort Knox (Uppsala)
- Café Midnatt (Östersund)[19]

Vann gjorde Europe vars medlemmar John Norum och Joey Tempest även fick ta emot pris för bästa gitarrist respektive sångare. 16-årige Anders Wickman i Melissa röstades fram som bästa trummis. 2:a blev Tokyo och på 3:e plats kom Café Midnatt. Som kuriosa kan nämnas att i finalbandet ART återfanns både Niklas och Carin Hjulström.

## Rock-SM 1987

### Tävlingsupplägg och arrangörer
Anordnades av Fryshuset i samarbete med Konsum/Domus. I mitten av 1985 hade Fryshuset och dess skapare Anders Carlberg börjat fundera på att återuppliva Rock-SM och i samband med finalen i den lokala Stockholmsvarianten Storstadsrock presenterades planerna på ett ”gigantiskt Rock-SM som kommer att turnera runt hela Sverige”. Likt reglerna i Storstadsrock skulle tävlande skicka in en kassett med en egen låt samt en tolkning av en klassisk låt, för Rock-SM anno 1987 var The Archies klassiska låt Sugar, Sugar. En kassett med den låten såldes på Konsum/Domus för 25:- (som räknades som anmälningsavgift) och då fick man även tävlingsregler. Vid anmälan skulle band skicka in en kassett där de framförde en egen version av Sugar Sugar samt en egenkomponerad låt. Det tävlades i två klasser, en för band med medelålder under 20 år och en för band med medelålder över 20 år. Sista anmälningsdag var 15 december 1986 och ”alla band som inte har skivkontrakt är välkomna att delta”. Priserna var en resa till New York för vinnaren i den äldre klassen och en resa till London för den yngre.
När ansökningstiden hade gått ut rapporterades det att intresset hade varit ”väldigt stort” och när anmälningarna hade räknats var det totalt 700 band som gallrades ner till 400. Totalt skulle det bli 31 deltävlingar ”runt om i landet. Därifrån gick de bästa banden vidare till 9 regionfinaler i vilka 18 band togs ut till finalen”. Det verkar dock som att det blev 33 deltävlingar. Under turnén runt landet fanns en fast jury bestående av Anders Halling från Fryshuset samt sångpedagogen Bo Sydow och musikerna Mats Claesson (gitarrist i Ultravox), Hempo Hildén, Mats Englund och Rolf Alex (trummis i Anne-Lie Rydés band).
I samband med Rock-SM-turnén skulle ickevåldsseminarier hållas i samarbete med Hem och Skola och Non Fighting Generation. Tanken var att Staffan Hildebrands film Stockholmsnatt skulle visas i samband med dessa, men då Rock-SM inte ansågs vara ett slutet sällskap så gällde filmens 15-årsgräns. Anders Carlberg, kampanjgeneral för antivåldskampanjen Tänk Ett Slag, valde dock att visa den ändå även om det kunde krävas särskilda arrangemang på vissa orter. Filmen visade åtminstone vid uttagningarna på Kåren i Göteborg och skulle visats under deltävlingen i Kalmar men där gick projektorerna sönder efter halva filmen.
De nio regionfinalerna spelades i april: 21/4 Örebro, 22/4 Göteborg, 23/4 Lund, 24/4 Växjö, 25/4 Katrineholm, 26/4 Stockholm, 27/4 Falun, 28/4 Sundsvall, 30/4 Luleå och 1/5 i Sälen. Anne-Lie Rydé var tänkt att vara gästartist under regionfinalerna men drabbades av röstproblem och var tvungen att ställa in. På Lisebergshallen i Göteborg ersatte Sky High.

### Finalen
Finalen var först tänkt att hållas den 13 juni men när det visade sig att Eurythmics skulle gästa Stockholm den dagen flyttades finalen först till ”slutet av maj” och sedan till 14:e juni. I ett tidigt skede nämndes att finalen skulle hållas på Skansen men under våren 1987 var den föreslagna finalscenen Fryshuset. Troligen var bytet av datum anledningen till att finalscenen till slut blev Skeppsholmen. Som draghjälp/pausunderhållning engagerades Trance Dance och Joe Cocker men trots det blev publiksiffran modesta 3500.
Juryn under finalen var till större delen samma som kuskat runt landet: Hempo Hildén, Mats Claesson, Mats Olausson, Bo Sydow, Anders Glenmark samt Gavve Gornitzka från Fryshuset. Radio Göteborg direktsände hela evenemanget, totalt sju timmar med start 13.05. Strax innan finalen offentliggjordes också att Fryshuset hade förhandlat med skivbolaget Alpha och att minst en av finalisterna, men inte nödvändigtvis någon av vinnarna, skulle få spela in en LP.
Finalisterna i klassen Under 20
- Akeron (Kalmar)
- Arch (Kiruna)
- Carrie (Östersund)
- Easybeat (Lund)
- Funk Connection (Lilla Edet)
- No Way (Stockholm)
- On The Rox (Eskilstuna)
- Rio (Garphyttan)
- United (Dala-Järna)

Finalisterna i klassen Över 20
- Acacia (Helsingborg)
- Ariel (Lessebo)
- Drama (Kumla)
- E.S. Sebastian (Östersund)
- Mistress (Spånga)
- Orison (Borlänge)
- Silverwings (Linköping)
- Trace (Skövde)
- Vain (Skellefteå)[51][53][57]

Vinnare blev No Way (under 20) och Drama (över 20). Precis som under den första upplagan av Rock-SM 1982 delades det även ut individuella utmärkelser: Anders Sandberg i Arch blev bästa sångare, Berra Holmgren i Funk Connection blev bästa basist, Stefan Bergström i No Way blev bästa gitarrist, Henric Morin i Orison blev bästa klaviaturspelare och Zepp Urgard i No Way blev bästa trummis.
Generellt sett var pressen måttligt imponerad. ”Inte var det originaliteten som vann när den riksomfattande tävlingen kallad Rock-SM 1987 fick sitt slut i en måttligt spännande final. […] Vad som bjöds denna kyliga, ruggiga söndagseftermiddag var hårdrock och åter hårdrock i alla upptänkliga former.”

## Rock-SM 1988

### Tävlingsupplägg och arrangörer
För andra året i rad anordnades tävlingen av Fryshuset i Stockholm i samarbete med Kooperativa Förbundet och Konsum Sverige. Reglerna var i stort sett samma som föregående år – en egen låt och en tolkning av en klassiker – men till 1988 års tävling kunde banden välja mellan två låtar att tolka: Procol Harums Whiter Shade of Pale eller All Right Now med Free. Uppdelningen i två klasser var också kvar, återigen över och under 20 år, och enda kriteriet var att ”det är en grupp och att de inte har något skivkontrakt”. Precis som året innan fanns anmälningskassett att köpa på något av Konsums många varuhus. Priset var dock höjt till 30:-. Vilken som var sista anmälningsdag är dock lite oklart, annonser som nämner både 13 och 15 december publicerades i dagspressen. Totalt inkom 650 anmälningar och av dessa valdes 350 ut som fick ställa upp i de 35 deltävlingarna.
Juryn under 1988 års tävling innehöll några ansikten från året innan men även många nya: Hempo Hildén (nu som representant för Fryshuset), Suzzie Tapper (Suzzies Orkester), Martin Hedström (Attaboy),Kaj Söderström (Jerry Williams Band), Monica Törnell, Mats Olausson, Chris Lancelot samt Mia Kempff (tidigare i Chattanooga, då i Sky High). Även Staffan Hildebrand var tillbaka och under samtliga omgångar visades en 15 minuter lång trailer för den kommande filmen Första Resan. (När filmen gick upp på bio den sommaren hade den fått namnet Ingen kan älska som vi.)
Regionfinalerna spelades enligt följande: 12/4 Malmö, 13/4 Jönköping, 14/4 Göteborg, 15/4 Västerås, 16/4 Borlänge, 17/4 Stockholm och 19/4 i Piteå. Det var 10 band vid varje tillfälle och två, en i varje klass, gick vidare till riksfinalen.

### Finalen
Finalen i Rock-SM 1988 förlades till Scandinavium i Göteborg den 21 maj. Gästartister som uppträdde var John Norum med Glenn Hughes, Tommy Nilssons nya band Nilsson Pickets, Susanne Alvengren samt Treat. Ett sammandrag från finalen visades i TV 2. Deltagarna i finalen var 15 till antalet, eftersom juryn inte kunnat enas om en vinnare i klassen över 20 under regionfinalen i Borlänge.
Finalister i klassen Under 20
- White Line (Varberg)
- Royal Force (Skellefteå)
- Forecast (Gränna)
- Railroad (Tidaholm)
- A Virgin’s Delight (Strängnäs)
- Wilderness (Strömsund)
- Yale Bate (Lidingö)

Finalister i klassen Över 20
- Under the Sun (Malmö)
- It’s Alive (Farsta)
- N:o 1 (Ljungby)
- Cut Out (Umeå)
- 4-US (Lidköping)
- Flames (Karlskrona)
- Starfish (Sundsvall)
- United (Dala-Järna)[79]

Vinnare blev Yale Bate (under 20) och Under the Sun (över 20). Priserna detta år var en spelning på Gröna Lund och en vecka i studio för under 20-vinnaren och en resa till Tokyo och deltagande i den internationella tävlingen band Explosion 88 för över 20-vinnaren. Yale Bate gav under följande år ut ett flertal skivor och trummisen Jake Samuel fortsatte sin musikerkarriär i bland annat Talisman och The Poodles.
Individuella priser delades detta år ut i båda klasserna. Under 20: Bästa trummis Jake Samuel och bäste keyboardist Chris Dineen, båda från Yale Bate; bästa gitarrist blev Martin Persson från Whiteline; bästa basist Tobbe Martinsson från bandet Forecast; och Fredrik Lövdahl från Railroad utsågs till bästa sångare. Över 20: Bästa trummis blev Jonas Källsbäck och bäste keyboardist blev Fredrik Dalin, båda från 4-US; United stod för bästa gitarrist och bästa basist (ej namngivna); och Åke Noren från Flames blev bäste sångare. Tyvärr blev finalen en ekonomisk smäll för arrangören då det bara kom 2792 betalande, långt under de 8000 som behövdes för att gå jämnt upp. Trots detta ansåg Göteborgs-Posten att finalen var ”betydligt mer lyckad än den förra året i Stockholm”.

## Rock-SM 1991

### Tävlingsupplägg och arrangörer
I slutet av 1989 offentliggjorde Thomas Erdtman tillsammans med sina partners Benny Hedlund och C-G Langenskiöld planer på en ny rikstäckande talangjakt. Preliminärt skulle den kallas Rock-SM och, precis som 1982 när Erdtman senast var inblandad, skulle finalen avgöras på lucianatten 1990 och gärna sändas i TV. Av de första planerna blev det intet. Istället presenterades det i juli 1990 planer på ett nytt Rock-SM 1991. Erdtman hade fått Postverket som huvudsponsor och i mitten av oktober skickades det ut ungefär 1,5 miljoner brev till alla ”Sveriges ungdomar mellan 15 och 26 år” med inbjudan till tävlingen. Ett ”Demo-Kit” innehållande anmälningsblankett och en kassett med inspelad instruktion fanns att köpa för 25:- på landets postkontor. Sista anmälningsdag var 1:a december. Nytt för den här upplagan var att nu var även soloartister välkomna att delta men priset var samma som 1982, att få spela in en LP. Totalt kom det in 4000 bidrag och från dessa skulle det väljas 56 grupper och 56 soloartister men det blev till slut 64 grupper och 57 soloartister. Lili & Susie var med som dragplåster under hela turnén som även stoltserade med ”det största mobila diskoteket i Norden”.
Grundomgångarna var 14 till antalet: 18/1 Eskilstuna, 19/1 Nyköping, 25/1 Göteborg, 26/1 Skövde, 1/2 Gävle, 2/2 Stockholm, 8/2 Karlskoga, 9/2 Malung, 15/2 Kristianstad, 16/2 Nässjö, 22/2 Östersund, 23/2 Lycksele, 1/3 Ljungby och 2/3 i Lund. Från dessa gick följande band och soloartister vidare till semifinalerna:
Linköping 15/3 – Band: Acacia, Brilliant Mistakes, Fourecast, JOJ, Masquerade, No Buts och Tension. Soloartister: Anna Käll, Annika Hultman, Edyta Skwarzynska, Frida Möller, Peter Kisch och Susanne Davidsson.
Hudiksvall 15/3 – Band: Ant Mansson, Captain Heart, Dog House, Eldsjäl, Glamour Boys, Mystery och Solid Blue. Soloartister: Angelice Seipel, Christine Lindberg, Cia Lindberg, Johan Boding, Jonas Nyman, Karoline Johansson och Tina Siel Hansen.
I bandet Captain Heart återfanns Salme Oja som är mest känd för att hon vann Kvitt eller dubbelt i ämnet Kiss 1986.

### Finalen
I ett tidigt skede skrevs det i kvällspressen att finalen skulle gå av stapeln i Globen men i slutändan blev det Solnahallen som var spelplats. Finalen direktsändes i TV2 i programmet Kosmopol på Långfredagen (29 mars).
Finalister i klassen band
- Fourecast (Jönköping)
- Glamour Boys (Vålberg)
- Mystery (Sundsvall)
- No Buts (Ljungby)
- Solid Blue (Uppsala)
- Tension (Angered)

Finalister i klassen soloartist
- Annika Hultman (Göteborg)
- Cia Lindberg (Uppsala)
- Erica Andersson (Grästorp)
- Johan Boding (Södertälje)
- Peter Kisch (Malmö)
- Tina Siel Hansen (Hägersten)[102]

I slutändan var juryn, som bestod av ”idel skivbolagsdirektörer och kända musiker”, helt enig: Solid Blue vann bandklassen före Fourecast och Mystery, medan Cia Lindberg vann soloartistklassen före Peter Kisch och Erica Alexandersson.

## Rock-SM 1993

### Tävlingsupplägg och arrangörer
1993 var Rock-SM del av ett större arrangemang som omfattade hela Norden där den slutliga finalen gick av stapeln i Köpenhamn den 21 maj. Den svenska delen arrangerades av Musikföreningen Mean i Borlänge och de ville starta i liten skala för att lägga fokus på ”de små banden och den okända rocken”. Totalt antal ansökningar var 270 och av dem valdes 58 ut till nio deltävlingar runt om i landet. Detta år fanns det ingen allsmäktig jury vid deltävlingarna utan vinnarna skulle röstas fram av publiken. För att minimera riskerna för ”kompisröstning” så var alla som ville rösta tvungna att rösta på två band. Enligt arrangör Carola Broberg var tanken att ”då lägger man förhoppningsvis en röst på kompisarna, men också en på det band man tycker är bäst”. Eftersom Rock-SM bara var att betrakta som en stor deltävling så korades det tre vinnare och dessas pris var att få representera Sverige den nordiska finalen där segraren skulle få göra en Europaturné på diverse festivaler. (I den tidiga rapporteringen nämndes att det band som vann den svenska uttagningen även skulle få en Sverigeturné som pris men det var inget som senare artiklar tog upp.)

### Finalen
Finalen i Rock-SM 1993 hölls på Melody i Stockholm den 25 april. Från början var det tänkt att det skulle vara tolv finalister men av okänd anledning blev det bara elva band som gick till final. Under finalen var det inte publiken som röstade utan en ”expertjury”.
Finalisterna
- Café Öken (Varberg)
- Dave I’m God (Malmö)
- Midnight Sun (Stockholm)
- Mother Groove (Stockholm)
- Rootvälta (Borlänge)
- Scratch (Umeå)
- Spit The Fish (Borlänge)
- The Shiremen (Rottne)
- Trash Incorporated (Enköping)
- Tribe (Malmö)
- YME (Ed)[108]

Enhällig vinnare blev Trash Incorporated, följt av Rootvälta och Spit The Fish.

## Rock-SM 1994

### Tävlingsupplägg och arrangörer
Arrangerades återigen av Musikföreningen Mean i Borlänge och var återigen del av ett större arrangemang som hette Nordisk Rock -94. Det verkar ha varit ungefär 300 anmälningar men hur många som blev uttagna och hur många deltävlingar det blev är oklart. I januari basunerades det ut att totalt 160 band skulle tävla i 27 deltävlingar men i mars skrev DN att ”120 grupper runt om i Sverige [gör] upp om rock-SM titeln 1994, vilket nästan är en dubbling jämfört med i fjol”. Ännu lite senare, i april, hette det att totalt 140 grupper medverkade i 20 deltävlingar.
Upplägget var något ändrat detta år. Från varje deltävling gick två band vidare, ett som utsågs av en lokal jury bestående av musiker och branschfolk och ett som röstades fram av publiken, och dessa gick vidare till fem semifinaler. Under semifinalerna var det så att banden som utsågs av juryn gick direkt till en A-final medan publikens val fick spela i en B-final. Banden i B-finalen (som hölls i Örebro) slogs sedan om två platser i A-finalen.
Bara en vinnare korades och denna fick, förutom en plats i den nordiska finalen på Roskildefestivalen 30 juni, en demoinspelning bekostad och tre låtar på en samlings-CD med vinnarna i respektive länder.  Den slutliga vinnaren i Nordisk Rock -94 vann en månadslång Europaturné.

### Finalen
Finalen i Rock-SM 1994 hölls på teater- och musikklubben Studion i Stockholm den 14 maj.
 Antalet band i finalen är oklart men verkar ha varit sju. I B-finalen kunde inte juryn enas om en vinnare vilket resulterade i att tre band gick vidare till finalen. I finalen var det en jury som korade segraren och den bestod av: Magnus Fagernäs (trummis med Traste Linden), Johan Johansson (tidigare i KSMB), Lars Nyhlin (journalist på Nöjesguiden), Magnus Höghemyr (krögare) och Mule Linnarsson (RMP Management).
Finalisterna [inkomplett]
- Playdog (Malmö)
- The Derbys (Falköping)
- The Dixies (Malmö)
- Tools Of the Trade (Umeå)
- Uncured Sickness (Göteborg)[126]

Vinnare blev Playdog med juryns motivering: ”Playdog känns äkta och gör en glad”.

## Rock-SM 1997

### Tävlingsupplägg och arrangörer
Arrangerades av SAMI (Svenska Artisters och Musikers Intresseorganisation) tillsammans med Aftonbladet, ZTV, Edelpitch, Sveriges Television och P3. Egentligen gick tävlingen under det tidsenliga namnet www.rocksm.se men projektledaren Ann-Louice Dahlgren erkände att ”det är ju lite krångligt att säga, så det blir Rock SM [sic.] i alla fall”. Det visade sig även vara krångligt att skriva och Göteborgsposten lyckades åtminstone en gång förvanska det till www.rosksm.sm. Vinsten detta år var ett ”skivkontrakt och lansering på bolaget Edelpitch”.
Anmälan var öppen för all sorts ”ung musik” – genreord som hip-hop, soul, dance, techno och pop var del av logotypen – men SAMI valde att behålla namnet Rock-SM för att det signalerade något, att det var ett svenskt mästerskap. Från de drygt 600 bidrag som kom in valdes 96 band ut och dessa fördelades på tolv deltävlingar runt om i landet (i spelordning): Stockholm, Linköping, Jönköping, Borlänge, Göteborg, Hultsfred, Malmö, Västerås, Ronneby, Östersund, Skellefteå och Arvika. Två band från varje deltävling gick vidare till semifinaler som ägde rum i Göteborg och Lund den 28 november. Samtliga deltävlingar och semifinaler gästades av etablerade svenska artister som Clawfinger, Caroline af Ugglas, Teddybears, This Perfect Day, och LOK.

### Finalen
Finalen i www.rocksm.se hölls på Berns Salonger under Lucianatten och var del av ett större arrangemang (Lucianatt från Berns) som direktsändes i SVT 1 och P3. Förutom finalen i Rock-SM innehöll programmet internationella artister som Supergrass, Natalie Imbruglia och Anouk, samt inhemska artister som Weeping Willows, Regina Lund, Martin och Magnus Uggla. Även punklegenderna Bad Religion skulle spelat live men tvingades ställa in. 1982 års vinnare Europe var på plats men bara för att ”bevaka” tillsammans med programledarna Sara Edwardsson och Henrik Bennetter. (Radiosändningen i P3 leddes av Henrik Olsson.) Juryn bestod av personer från arrangören SAMI, skivbolaget Edelpitch, Jimmy Fun samt folk från ”mediebranschen”.
Finalisterna
- 5NK (Kalmar)
- Breather (Skellefteå)
- Duplo (Örebro)
- Fudge (Sollentuna)
- Mimikry (Mockfjärd)
- Pool (Malung)
- Shorty Crew (Stockholm)
- Spencer (Umeå)[140]

Vinnare blev Spencer med motiveringen att de var ”ett väl samspelat band som kan konsten att övertyga med en självklar och distinkt pop”. Det rapporterades även att de, utöver vinsten, skulle få spela på Aftonbladets Rockbjörnsgala på Cirkus i Stockholm den 23 februari. Det verkar som att det, likt vissa tidigare år, delades ut individuella priser men de enda som nämndes i pressen var att Mimikry fick ”pris för bästa live-band [sic.]” och att Jonas Lindberg från Breather fick pris för bästa gitarrist. Två medlemmar i Mimikry nådde stora framgångar följande år med tre album under namnet Hjalle och Heavy, och Mimikry har som band gett ut ett flertal album under 2000 - 2021. 

### Fotnoter
1. ↑  Aftonbladet 1982-02-28
2. ↑  Aftonbladet 1982-03-07
3. ↑  Aftonbladet 1982-04-04
4. 1 2  Aftonbladet 1982-05-07, UNG sid. 10
5. 1 2 3  Aftonbladet 1982-11-04, sid. 41
6. ↑  Aftonbladet 1982-11-19, UNG sid. 8
7. ↑  Aftonbladet 1982-06-11, sid. 13
8. ↑  Aftonbladet 1982-08-06, UNG sid. 8
9. ↑  Sören Olsson. ”Människa, man, pappa, författare och föreläsare.”. Sören Olssons webbplats. https://sorenolsson.com/hem/om%20s%C3%B6ren.html. Läst 28 februari 2023.
10. ↑  Aftonbladet 1986-06-11, UNG sid. 8
11. ↑  Aftonbladet 198211-12, UNG sid. 8
12. 1 2  Aftonbladet 1982-12-03, UNG sid. 5
13. ↑  Aftonbladet 1982-12-03, Del 2 sid. 19
14. ↑  Aftonbladet 1982-12-07
15. ↑  Expressen 1982-12-12, sid. 47
16. 1 2  Göteborgsposten 82-12-12, sid. 26
17. ↑  Aftonbladet 1982-11-21, Del 2 sid. 26
18. ↑  Aftonbladet 1982-12-12
19. 1 2  Aftonbladet 1982-12-10
20. ↑  Aftonbladet 1982-12-13
21. ↑  Dagens Nyheter 1985-09-21, På Stan sid. 15
22. ↑  Dagens Nyheter 1986-05-03, På Stan sid. 10
23. ↑  Svenska Dagbladet 1986-10-12, sid. 17
24. ↑  Göteborgsposten 1986-10-13, sid. 7
25. ↑  Expressen 1986-10-17, Fredag sid. 9
26. ↑  GT 1986-11-28, sid. 27
27. ↑  Göteborgsposten 1986-11-06, sid. 12
28. ↑  Göteborgsposten 1986-11-27, sid. 45
29. 1 2  Dagens Nyheter 1987-06-13, På Stan sid. 11
30. ↑  Göteborgsposten 1986-12-17, sid. 32
31. ↑  GT 1987-02-03
32. ↑  Dagens Nyheter 1987-02-04, sid. 20
33. ↑  GT 1986-06-03, Mycket nöje sid. 18
34. ↑  Dagens Nyheter 1987-03-28, På Stan sid. 9
35. ↑  Vi 1987-06-11
36. ↑  Göteborgsposten 1987-02-11, Sydost sid. 10
37. 1 2  Göteborgsposten 1987-02-16, Sid. 10
38. 1 2  Vi 1987-02-19
39. ↑  Aftonbladet 1987-01-22
40. ↑  Aftonbladet 1987-02-07, sid. 10
41. ↑  Aftonbladet 1987-02-08, sid. 10
42. ↑  Göteborgsposten 1987-04-18 sid. 31
43. ↑  Expressen 1987-04-23, sid. 57
44. ↑  GT 1987-04-23, sid. 32
45. ↑  Dagens Nyheter 1987-04-02, DN Runt Stan sid. 4
46. ↑  Dagens Nyheter 1987-05-27, sid. 28
47. ↑  Dagens Nyheter 1986-06-03, sid. 20
48. ↑  GT 1987-02-18
49. ↑  Vi 1987-02-19
50. ↑  Dagens Nyheter 1987-05-27, sid. 26
51. 1 2 3  Expressen 1987-06-12, Fredag sid. 24
52. ↑  Aftonbladet 1987-06-15, sid. 30
53. 1 2  Vi 1987-06-11
54. ↑  GT 1987-06-15, sid. 28
55. ↑  Göteborgsposten 1987-06-12
56. ↑  Göteborgsposten 1987-06-15, sid. 36
57. ↑  Dagens Nyheter 1987-06-13, På Stan sid. 20
58. ↑  Expressen 1987-06-15, sid. 41
59. ↑  Svenska Dagbladet 1987-06-15, sid. 15
60. ↑  Dagens Nyheter 1987-10-09, sid 24
61. ↑  GT 1987-11-23, sid. 28
62. ↑  Göteborgsposten 1987-12-03, sid. 41
63. ↑  Expressen 1987-10-09, sid. 19
64. ↑  Göteborgsposten 1987-11-14, sid. 34
65. ↑  Göteborgsposten 1987-12-03, sid. 41
66. ↑  Dagens Nyheter 1988-05-22, sid. 20
67. ↑  Svenska Dagbladet 1988-05-24, sid. 15
68. ↑  GT 1987-11-23, sid. 28
69. ↑  Aftonbladet 1988-04-15, Äntligen Fredag! sid. 11
70. ↑  Svenska Dagbladet 1988-02-03, sid. 15
71. ↑  Dagens Nyheter 1988-02-13, sid. 22
72. ↑  Expressen 1988-03-04, Fredag sid. 13
73. ↑  Aftonbladet 1988-04-11, sid. 30
74. ↑  Göteborgsposten 1988-05-07, sid. 52
75. ↑  GT 1988-05-11, sid. 27
76. ↑  Aftonbladet 1988-05-23, sid. 51
77. ↑  GT 1988-05-22, sid. 25
78. ↑  Expressen 1988-05-19, TV-bilagan sid. 5
79. 1 2  Expressen 1988-05-20, Fredag sid. 9
80. ↑  GT 1988-05-22, sid. 25
81. ↑  Svenska Dagbladet 1988-05-24, sid. 15
82. ↑  ”Yale Bate” (på engelska). Discogs. https://www.discogs.com/artist/1068538-Yale-Bate. Läst 13 december 2022.
83. ↑  GT 1988-05-23, sid. 25
84. ↑  Göteborgsposten 1988-06-02, Nordost sid. 17
85. ↑  Expressen 1988-05-23, sid. 47
86. ↑  Göteborgsposten 1988-05-24, sid. 41
87. ↑  Aftonbladet 1989-12-19, sid. 30
88. ↑  Dagens Nyheter 1990-07-09, sid. B-3
89. ↑  Aftonbladet 1990-10-16
90. 1 2 3  Expressen 1990-10-16, sid. 39
91. 1 2  iDAG 1990-10-16, sid. 24
92. ↑  Göteborgsposten 1990-11-28, sid. 31
93. ↑  Svenska Dagbladet 1990-07-19, sid. 16
94. 1 2  Expressen 1990-12-08, sid. 37
95. ↑  Aftonbladet 1991-01-19, sid. 42
96. 1 2  iDAG 1990-12-08, sid. 28
97. ↑  Aftonbladet 1991-03-10, sid. 37
98. ↑  Expressen 1991-02-01, sid. 26
99. ↑  Aftonbladet 1991-02-02, sid. 36
100. ↑  Dagens Nyheter 1991-03-24, TV sid. 20
101. ↑  Göteborgsposten 1991-03-28, sid. 40
102. ↑  Aftonbladet 1991-03-18
103. ↑  Aftonbladet 1991-03-30, sid. 37
104. ↑  Svenska Dagbladet 1991-03-31, sid. 34
105. ↑  Dagens Nyheter 1993-04-27, sid. B-5
106. ↑  Göteborgsposten 1994-03-31, Aveny sid. 31
107. 1 2 3  Göteborgsposten 1993-04-16, Aveny sid. 15
108. 1 2 3  Expressen 1993-04-23, Nöje sid. 4
109. 1 2 3  Dagens Nyheter 1993-03-13, På Stan sid. 7
110. ↑  Arbetet Nyheterna 1993-03-30, sid. 24
111. ↑  Expressen 1993-04-10, sid. 32
112. ↑  Dagens Nyheter 1993-04-27, sid. B-5
113. ↑  Aftonbladet 1993-04-26, sid. 36
114. ↑  Arbetet Nyheterna 1993-04-28, sid. 23
115. 1 2 3  Göteborgsposten 1994-03-31, Aveny sid. 31
116. ↑  iDAG 1993-12-29, sid. 24
117. ↑  Västerbottens Folkblad 1994-03-25, sid. 27
118. ↑  Dagens Nyheter 1994-01-27, sid. B-4
119. ↑  Aftonbladet 1994-01-29, sid. 32
120. 1 2  iDAG 1994-01-31, sid. 16
121. 1 2  Dagens Nyheter 1994-03-04, På Stan sid. 6
122. 1 2  Dagens Nyheter 1994-04-08, På Stan sid. 7
123. ↑  På Stan sid. 7; iDAG 1994-04-08, Fredag sid. 4
124. ↑  Göteborgsposten 1994-04-29, Aveny sid. 12
125. 1 2  Göteborgsposten 1993-12-30, sid. 26
126. 1 2 3 4  Arbetet Nyheterna 1994-05-16, sid. 23
127. 1 2 3  Aftonbladet 1997-10-31, PULS sid. 38
128. 1 2  Dagens Nyheter 1997-10-31, sid. 31
129. ↑  Göteborgsposten 1997-11-07, Aveny sid. 23
130. ↑  Svenska Dagbladet 1997-10-30, sid. 24
131. ↑  Aftonbladet 1997-11-01, sid. 48
132. ↑  Aftonbladet 1997-11-07, sid. 39
133. ↑  GT 1997-11-07, sid. 25
134. ↑  Arbetet Nyheterna 1997-12-09, sid.19
135. ↑  Expressen 1997-12-12, sid. 50
136. ↑  Dagens Nyheter 1997-12-11, TV/Radio sid. 4
137. ↑  Göteborgsposten 1997-12-11, TV-tider sid. 2
138. ↑  Dagens Nyheter 1997-12-14, sid. B-4
139. ↑  Svenska Dagbladet 1997-12-14, sid. 25
140. ↑  GT 1997-12-12, sid. 30
141. 1 2  Dagens Nyheter 1997-12-13, sid. B-4
142. ↑  Aftonbladet 1997-12-13, sid. 46